# Список градоначальников Тулы
Глава Тулы (полн. Глава Муниципального образования «Город Тула») — высшее выборное должностное лицо города Тулы, являющееся также председателем Тульской городской Думы. Глава города избирается из числа депутатов Тульской городской Думы сроком на 5 лет.
Должность главы города за всю историю занимали 47 человек. С 26 сентября 2024 года должность занимает Алексей Эрк.
В настоящем списке в хронологическом порядке представлены все лица, занимавшие в разное время высший пост в городе Туле. Список содержит информацию о сроке полномочий, краткую биографическую справку, способ занятия должности и ключевую деятельность главы города.

## Условные обозначения
Партийная принадлежность
 Беспартийный 

 Российская социал-демократическая рабочая партия (меньшевиков) 

  Российская социал-демократическая рабочая партия (большевиков), Коммунистическая партия Советского Союза 

 Единая Россия

## Российская империя
| Имя                               | Портрет   | Начало полномочий | Конец полномочий | Биографическая справка | Занятие должности                                                                                        | Ключевая деятельность | ПП Ист. |
| Городские головы                  |           |                   |                  | | | |         |
| Ларион Иванович Лугинин           | ?         | 24.12.1777        | 1780             | Купец первой гильдии. Представитель династии купцов и заводчиков Лугининых.                                                                            | Общественное голосование жителей Тулы (с 25 лет, имевшие годовой доход не менее 50 рублей ассигнациями). | Точных сведений нет. | [ 7 ]   |
| Иван Васильевич Ливенцев          | ?—1804    | 1780 1789         | 1783 1792        | Купец первой гильдии. Представитель тульского купечества, осуществлял деятельность в торговой и промышленной сфере.                                    | Общественное голосование.                                                                                | Реализация первого генерального плана регулярной застройки Тулы. | [ 8 ]   |
| Иван Григорьевич Белобородов      | ?         | 25.11.1793        | 1796             | Занимался промышленностью и торговлей. Руководил сахарным заводом.                                                                                     | По указу Тульского наместнического правления.                                                            | Увеличение ассигнований на содержание пожарной команды и городской полиции. | [ 9 ]   |
| Иван Васильевич Ливенцев          | ?—1804    | 1801              | 1804             | Купец первой гильдии. Представитель тульского купечества, осуществлял деятельность в торговой и промышленной сфере.                                    | Общественное голосование.                                                                                | Реализация первого генерального плана регулярной застройки Тулы. | [ 8 ]   |
| Никита Кондратьевич Добрынин      | ?         | 1804              | 20.09.1806       | Представитель династии Добрыниных — купцов, меценатов, общественных деятелей.                                                                          | Общественное голосование. Оставил должность по болезни.                                                  | Точных сведений нет. | [ 10 ]  |
| Иван Григорьевич Белобородов      | ?         | 1814              | 1817             | Занимался промышленностью и торговлей. Руководил сахарным заводом.                                                                                     | Общественное голосование.                                                                                | Точных сведений нет. | [ 9 ]   |
| Александр Гаврилович Баташев      | ?         | 1823              | 1825             | Точных сведений нет. | Общественное голосование.                                                                                | Точных сведений нет. | [ 9 ]   |
| Степан Иванович Наставин          | ?         | 1825              | 1828             | Купец 3 гильдии. | Общественное голосование.                                                                                | Точных сведений нет. | [ 9 ]   |
| Никита Андреевич Добрынин         | ?         | 1829              | 1831             | Сын Андрея Кондратьевича Добрынина (брата Никиты Кондратьевича).                                                                                       | Общественное голосование.                                                                                | Точных сведений нет. | [ 10 ]  |
| Яков Иванович Бабаев              | ?         | декабрь 1831      | 05.04.1834       | Из рода тульских купцов, занимался водочной торговлей. До избрания на пост 5 раз находился под следствием, но ни разу не был осужден.                  | Общественное голосование. Полномочия прекращены досрочно из-за уголовного преследования.                 | Точных сведений нет. | [ 11 ]  |
| Лука Иванович Маликов             | ?         | 1834              | 1834             | Точных сведений нет. | Назначен исполняющим обязанности головы города.                                                          | Ликвидация крупнейших пожаров в истории города — 26.06 1834 и 05.09.1834 | [ 11 ]  |
| Никита Андреевич Добрынин         | ?         | декабрь 1834      | 1837             | Сын Андрея Кондратьевича Добрынина (брата Никиты Кондратьевича).                                                                                       | Общественное голосование.                                                                                | Восстановление Тульского оружейного завода после пожаров 1834 г., застройка центральных улиц каменными домами, проведение дорожных работ, разбит Кремлёвский сад.                                   | [ 10 ]  |
| Григорий Васильевич Мескатинов    | 1794—?    | 1838              | 1841             | Родился в купеческой семье промышленников и заводчиков.                                                                                                | Общественное голосование.                                                                                | В связи с неурожаем зерновых решался вопрос о поставках хлеба в Тулу из соседних губерний. | [ 12 ]  |
| Степан Иванович Трухин            | 1790—?    | 1841              | 1844             | Точных сведений нет. | Общественное голосование.                                                                                | Инвестирование в религиозные учреждения. Благотворительность. | [ 12 ]  |
| Николай Никитич Добрынин          | 1811—1887 | декабрь 1846      | 1849             | Старший сын Никиты Андреевича Добрынина. | Общественное голосование.                                                                                | Изменение уличного освещения. Благотворительность. | [ 10 ]  |
| Иван Денисович Сушкин             | 1786—?    | 1850              | 1853             | Представитель купеческой династии Сушкиных. | Общественное голосование.                                                                                | Промышленный бум, Тула становится самоварной столицей России, численность населения превышает 50 тыс., открытие нового шоссе Москва-Тула, восстановлена театральная деятельность.                   | [ 13 ]  |
| Пётр Иванович Добрынин            | 1804—?    | 1853              | 1856             | Племянник Никиты Андреевича Добрынина. С 30 лет участвовал в общественной жизни города.                                                                | Общественное голосование.                                                                                | Реорганизация пожарных частей, изменение водоснабжения, открытие Городской лечебницы общества тульских врачей.                                                                                      | [ 10 ]  |
| Николай Никитич Добрынин          | 1811—1887 | 12.01.1856        | 1862             | Старший сын Никиты Андреевича Добрынина. | Общественное голосование.                                                                                | Открытие Богородичного монастыря в Щёгловке и др. религиозных учреждений. | [ 10 ]  |
| Пётр Иванович Добрынин            | 1804—?    | 1862              | 1864             | Племянник Никиты Андреевича Добрынина. С 30 лет участвовал в общественной жизни города.                                                                | Общественное голосование.                                                                                | Точных сведений нет. | [ 10 ]  |
| Семён Трофимович Красноглазов     | 1799—?    | 1864              | 1870             | Точных сведений нет. | Общественное голосование.                                                                                | Открытие больницы для бесплатного лечения бедных, невероятные вложения собственных средств на нужды города, создание общества Милосердие для призрения нищих                                        | [ 14 ]  |
| Николай Никитич Добрынин          | 1811—1887 | 1870              | 1886             | Старший сын Никиты Андреевича Добрынина. | Голосование гласных, из состава Тульской городской Думы.                                                 | Открытие крупнейшего в губернии конезавода в Прилепах. | [ 10 ]  |
| Фёдор Григорьевич фон Гилленшмидт | 1828—1902 | 03.02.1887        | 1893             | Родился в Лифляндии. Военный, с 1860 года в отставке. Поселился в Вологодской губернии, с 1875 г. в Москве. В 1880 г. основал Тульский патронный завод | Голосование гласных.                                                                                     | Бурное развитие города, открытие конно-железной дороги, проведено телефонное сообщение, закладывается водопровод, открыт Белоусовский парк. Усиление контроля за городской казной.                  | [ 16 ]  |
| Пётр Александрович Постников      | 1845—1898 | 1893              | 1898             | Родился в купеческой семье. Занимался торговой деятельностью.                                                                                          | Голосование гласных.                                                                                     | Строительство городского водопровода, открыто первое училище, контроль за санитарным состоянием города.                                                                                             | [ 17 ]  |
| Алексей Иванович Мосолов          | 1863—1943 | 23.09.1898        | 1901             | Родился в семье промышленников. Прошёл военную службу. Вышел в отставку в чине штабс-ротмистра.                                                        | Голосование гласных.                                                                                     | Открытие Дома просветительных учреждений им. Александра II, создание Тульского городского попечительства о бедных, закладка и строительство храмов. Электрификация города, создание электростанции. | [ 18 ]  |
| Николай Павлович Волков           | ?         | 1901              | 1906             | Отставной гвардии штабс-капитан. | Голосование гласных.                                                                                     | Открытие Первой детской городской бесплатной больницы, строительство первой всесословной богадельни при Всехвятском соборе, повышение довольствия учителям.                                         | [ 19 ]  |
| Андрей Андреевич Любомудров       | 1849—1924 | 1906              | 1909             | В 6 лет остался сиротой. Окончил Тульское духовное училище и семинарию, юрфак Московского университета. Один из первых тульских адвокатов.             | Голосование гласных.                                                                                     | Открытие нескольких школ и училищ, появляется служба такси, станция скорой медицинской помощи, больница им. Ваныкина.                                                                               | [ 20 ]  |
| Николай Павлович Волков           | ?         | весна 1909        | 1910             | Отставной гвардии штабс-капитан. | Голосование гласных.                                                                                     | Точных сведений нет. | [ 19 ]  |
| Аркадий Алексеевич Смирнов        | ?         | 1911              | февраль 1917     | Из рода потомственных дворян. К занятию должности имел чин статского советника.                                                                        | Голосование гласных.                                                                                     | Открытие театра, упразднение конно-железной дороги. В годы Первой мировой войны массово открыты лазареты для раненых.                                                                               | [ 21 ]  |

## Временное правительство
| Имя                                          | Портрет | Начало полномочий | Конец полномочий | Биографическая справка                                    | Занятие должности    | Ключевая деятельность | ПП Ист.       |
| Губернский комиссар Временного правительства |         |                   |                  |                                                           |                      | |               |
| Сергей Родионович Дзюбин                     | 1874—?  | 07.03.1917        | 29.09.1917       | Уроженец Таврической губернии. Земский деятель и агроном. | Голосование гласных. | Снабжение населения продовольствием и предметами первой необходимости, обеспечение нормального функционирования предприятий городского хозяйства, содействие отправке на фронт маршевых рот, забота о раненых, помощь жёнам военнослужащих и беженцам. | [ 22 ] [ 23 ] |

## Советская Россия
| Имя                            | Портрет   | Начало полномочий | Конец полномочий | Биографическая справка | Занятие должности                                  | Ключевая деятельность                                       | ПП Ист.       |
| Председатели городского Совета |           |                   |                  | |                                                    |                                                             |               |
| Александр Иосифович Кауль      | 1887—1958 | октябрь 1917      | 1918             | Родился в Самарской губернии. Окончил историко-филологический факультет Московского университета. В Туле жил в 1913—1920 гг. Преподавал историю в женской гимназии. | Голосование депутатов на сессии городского Совета. | Борьба с преступностью, ликвидация бандитских формирований. | [ 24 ] [ 25 ] |
| Николай Михайлович Немцов      | 1879—1937 | 1918              | 1919             | Сын рабочего-оружейника. Работал слесарем на оружейном заводе. Член марксистского кружка, революционный деятель.                                                    | Голосование депутатов.                             | Точных сведений нет.                                        | [ 26 ] [ 27 ] |

## СССР
| Имя                                              | Портрет   | Начало полномочий | Конец полномочий | Биографическая справка | Занятие должности                                                                                            | Ключевая деятельность | ПП Ист.       |
| Председатели городского Совета                   |           |                   |                  | | | |               |
| Сергей Иванович Степанов                         | 1876—1935 | 1922              | 1928             | Сын рабочего. Директор патронного завода, профессиональный революционер.                                                                                                   | Голосование депутатов.                                                                                       | Муниципализация частных домовладений. Развитие уличного освещения, открытие трамвайного и автобусного движения, перемощен настил на 40 улицах, на 5 улицах проведён водопровод. Организация общественных работ для безработных, открытие дома для беспризорных. | [ 28 ]        |
| Председатели городского исполнительного комитета |           |                   |                  | | | |               |
| Алексей Иванович Седельников                     | ?         | 1928              | 1928             | Точных сведений нет. | Голосование депутатов.                                                                                       | Точных сведений нет. | [ 28 ]        |
| Александр Павлович Новиков                       | ?         | 1930              | 1931             | Точных сведений нет. | Голосование депутатов.                                                                                       | Основание механического института, возведение Чулковского моста. | [ 28 ]        |
| Андрей Алексеевич Рогов                          | 1900—?    | 1936              | 1938             | Сын рабочего патронного завода. Работал на Тульском оружейном заводе, участвовал в строительстве предприятия «Металлострой», заведующий райфинотделом Центрального района. | Голосование депутатов.                                                                                       | Точных сведений нет. | [ 29 ]        |
| Дмитрий Михайлович Бубнов                        | 1901—?    | 1938              | 1940             | Сын рабочего-оружейника. Начальник планово-производственного отдела Тульского оружейного завода.                                                                           | Голосование депутатов.                                                                                       | Точных сведений нет. | [ 30 ]        |
| Алексей Михайлович Любимов                       | 1903—?    | 1940              | 1945             | Родился в Москве в семье рабочего. С 1932 г. на партийной работе в Рязани, с 1936 г. осуществлял политическую деятельность в Тульской области.                             | Голосование депутатов.                                                                                       | До 1941 г. — открытие ряда предприятий бытового обслуживания. В военное время город на особом положении. | [ 31 ]        |
| Председатель городского комитета обороны         |           |                   |                  | | | |               |
| Василий Гаврилович Жаворонков                    | 1906—1987 | октябрь 1941      | март 1943        | Родился в Архангельской области в семье крестьянина. В 1929 г. окончил Вологодский рабфак, а позже Московский горный институт.                                             | Назначен. | Организация обороны города. | [ 31 ]        |
| Председатели городского исполнительного комитета |           |                   |                  | | | |               |
| Фёдор Тихонович Храмайков                        | 1905—?    | ноябрь 1946       | август 1953      | Родился в Симбирской губернии. Окончил Московский институт с/х машиностроения. В Туле с 1938 г.                                                                            | Голосование депутатов.                                                                                       | Послевоенное восстановление города, оздоровление промышленности, развитие индивидуального огородничества и подсобного хозяйства, расширение центрального парка.                                                                                                 | [ 32 ]        |
| Сергей Михайлович Шалашников                     | 1911—2004 | сентябрь 1953     | август 1958      | Родился в семье кузнеца. Работал на заводе «Новая Тула», в послевоенные годы на партийной работе.                                                                          | Голосование депутатов. Снят с должности за отказ поддержать предложение о ликвидации районного деления Тулы. | Создание строительных трестов, проектирование жилищных массивов, газификация города. | [ 33 ]        |
| Михаил Михайлович Трегубов                       | 1909—1977 | август 1958       | сентябрь 1961    | Родился в Калужской области. С 1933 г. на руководящих должностях в Ефремове. С 1939 г. проживал в Туле.                                                                    | Голосование депутатов.                                                                                       | Строительство первых хрущёвок. Открытие стадиона «Тульские Лужники», плавательного бассейна. Появились 2 районные поликлиники, универмаг, ЗАГС, кинотеатр «Космос», путепровод на ул. Октябрьской.                                                              | [ 34 ]        |
| Николай Александрович Серёгин                    | 1927—?    | сентябрь 1961     | декабрь 1964     | Родился в Ленинском районе. С 1951 г. на партийной работе. | Голосование депутатов.                                                                                       | Открытие троллейбусного сообщения, цирка, детской поликлиники, здания драмтеатра, художественного музея, образование Политехнического института. Сооружение телевышки.                                                                                          | [ 35 ] [ 36 ] |
| Владимир Григорьевич Кагаев                      | 1918—?    | январь 1965       | 1967             | Родился в семье рабочих. После войны работал в строительной сфере. | Голосование депутатов.                                                                                       | Застройка микр-на Зеленстрой, Красноармейского проспекта, проведение масштабных работ в парке, возведение ряда монументов к 25 годовщине обороны Тулы. | [ 37 ]        |
| Лев Николаевич Дагаев                            | 1930—1996 | март 1967         | 1979             | Окончил Тульский механический институт, с 1964 г. на партийной работе. | Голосование депутатов.                                                                                       | Осуществление Генерального плана 1971 г. Расширение социально-бытовой сферы обслуживания, масштабная реставрация Тульского кремля, открытие Белого дома, первых фонтанов, образования новых микрорайонов. Городу присвоено звания Героя.                        | [ 38 ]        |
| Борис Павлович Ардаманов                         | 1926—1997 | 1979              | 1982             | Трудовую деятельность начал в 1941 г., с 1954 г. на партийной работе. | Голосование депутатов.                                                                                       | Организация мероприятий по пронесению олимпийского огня. Строительство жилья, озеленение города, сооружение моста через Упу (соединил центр и Заречье). | [ 39 ]        |
| Виталий Григорьевич Довбыш                       | 1935—1999 | октябрь 1982      | декабрь 1985     | Родился в Никополе. Трудовую деятельность начал в 1954 г. В 1960 г. окончил Тульский механический институт, в 1974 Высшую партийную школу. С 1969 на партийной работе.     | Голосование депутатов.                                                                                       | Решение вопроса капитального ремонта жилья, начало строительства театра кукол, моста, соединяющего Центральный район с Заречьем. | [ 40 ]        |
| Анатолий Петрович Фирюлин                        | 1935—2023 | декабрь 1985      | ноябрь 1986      | С 1964 г. на партийной работе, с 1969 г. работал на Тульском заводе точного машиностроения.                                                                                | Голосование депутатов.                                                                                       | Решение проблемы ветхого жилья, телефонизация, в связи с дефицитом продовольствия налажены подсобные хозяйства предприятий. | [ 41 ]        |
| Юрий Николаевич Воеводин                         | 1937—2011 | декабрь 1986      | апрель 1990      | В 1959 г. окончил Тульский механический институт, с 1968 г. работал на Тульском заводе точного машиностроения.                                                             | Голосование депутатов.                                                                                       | Развитие строительной индустрии, комплексная застройка микрорайонов, строительство водовода «Ока», реконструкция пл. Ленина. | [ 42 ]        |
| Геннадий Георгиевич Евсюхин                      | 1943-2023 | апрель 1990       | 27.08.1991       | Родился в Донском районе в семье служащих. Работал токарем на шахте, окончил Новомосковский филиал МХТИ.                                                                   | Голосование депутатов. Освобождён от должности по несоответствию.                                            | Точных сведений нет. | [ 43 ]        |

## Российская Федерация
| Имя                            | Портрет   | Начало полномочий | Конец полномочий | Биографическая справка | Занятие должности                                                                                      | Ключевая деятельность | ПП Ист.              |
| Мэры                           |           |                   |                  | | | |                      |
| Николай Егорович Тягливый      | 1947—2016 | 1991              | 1997             | Родился в Ростовской области, с 1969 г. в Туле. Работал в институте «Тулгражданпроект», «Тулоблэнерго», «Теплосети».                                                                      | Назначен.                                                                                              | Стабильная работа служб города, обеспечение военных жильём, разработка Устава города, открытие 2 детских реабилитационных центров, 5 музеев. | [ 44 ]               |
| Сергей Иванович Казаков        | род. 1950 | 1997              | 2005             | В 1977 г. окончил Тульский политехнический институт. С 1978 г. на партийной работе. В 1990 г. избран депутатом Съезда народных депутатов РФ.                                              | Муниципальные выборы 07.12.1997.                                                                       | Сохранение работоспособности заводов и рабочих мест. | [ 45 ] [ 46 ]        |
| Владимир Сергеевич Могильников | род. 1946 | 12.11.2005        | 03.03.2010       | Родился в семье рабочих. Окончил ВФЭИ, с 1976 года на управляющих должностях города. | Муниципальные выборы 30.10.2005. Подал в отставку.                                                     | Благоустройство города: посадка 2 млн цветов, открытие 7 фонтанов, благоустроено и реконструировано более 10 скверов, капитально отремонтирован Центральный родильный дом, реконструирован Одоевский путепровод, открыто троллейбусное движение в Пролетарском р-не. | [ 47 ] [ 48 ] [ 49 ] |
| Алиса Евгеньевна Толкачёва     | род. 1967 | 31.03.2010        | 02.03.2011       | Родилась в семье военнослужащих. Имеет высшее педагогическое и 2 юридических образования. В 1993 году начала карьеру в сфере ЖКХ.                                                         | Избрана из числа депутатов Тульской городской Думы. Отправлена в отставку.                             | Никакими заслугами перед городом не отличилась. Запомнилась лишь скандальной отставкой за неисполнение вопросов местного самоуправления и неподписание решений городской думы.                                                                                       | [ 50 ] [ 51 ]        |
| Евгений Васильевич Авилов      | род. 1968 | 10.03.2011        | 19.12.2012       | Имеет высшее экономическое и юридическое образование. С 1992 года занимает руководящие должности в городе.                                                                                | Избран из числа депутатов Тульской городской Думы. 19.12.2012 избран на пост главы администрации Тулы. | Завершение строительства нового здания Музея оружия. | [ 52 ]               |
| Александр Евгеньевич Прокопук  | род. 1956 | 19.12.2012        | 11.7.2014        | Родился в Могилёвской области Белорусской ССР. Имеет 3 высших образования. С 2003 года — директор МКП «Спецавтохозяйство».                                                                | Избран из числа депутатов Тульской городской Думы.                                                     | Реставрация Тульского кремля, реконструкция колокольни Успенского собора. | [ 53 ]               |
| Юрий Иванович Цкипури          |           | 29.09.2014        | 19.09.2019       | «Заслуженный врач РФ», доктор медицины. | Избран из числа депутатов Тульской городской Думы.                                                     | | [ 54 ]               |
|                                |           |                   |                  | | | |                      |
| Ольга Анатольевна Слюсарева    | род. 1969 | 27.09.2019        | 25.09.2024       | Олимпийская чемпионка, шестикратная чемпионка мира, семикратная чемпионка Европы, победительница Кубка мира, заслуженный мастер спорта России.                                            | Избран из числа депутатов Тульской городской Думы.                                                     | | [ 55 ]               |
|                                |           |                   |                  | | | |                      |
| Алексей Алоисович Эрк          | род. 1977 | 26.09.2024        |                  | Кандидат медицинских наук, доцент кафедры терапевтической и детской стоматологии РязГМУ имени академика И.П. Павлова, президент Тульской областной общественной организации стоматологов. | Избран из числа депутатов Тульской городской Думы.                                                     | | [ 3 ]                |

## Статистика

### Цифры
За всю историю должность главы города Тулы занимали 47 человек, из них:
| - 21 — в Российской империи - 1 — во время действия Временного правительства - 2 — в Советской России - 16 — в СССР - 8 — в Российской Федерации | - Николай Никитич Добрынин — 25 лет - Лев Николаевич Дагаев — 12 лет - Иван Васильевич Ливенцев — 9 лет - Сергей Иванович Казаков — 8 лет - Фёдор Тихонович Храмайков — 7 лет | - 23 — беспартийные - 1 — член РСДРП(м) - 18 — члены РСДРП(б) или КПСС - 6 — члены Единой России |

| - 12 — не являются уроженцами Тулы или Тульской губернии/области - 2 — женщины |